# Přestavlky, Chrudim
Přestavlky là một làng thuộc huyện Chrudim, vùng Pardubický, Cộng hòa Séc.